# Chimik Czernihów
Chimik Czernihów (ukr. Футбольний клуб «Хімік» Чернігів, Futbolnyj Kłub "Chimik" Czernihiw) – ukraiński klub piłkarski z siedzibą w Czernihowie.

## Historia
Chronologia nazw:
- 19??—19??.: Chimik Czernihów (ukr. «Хімік» Чернігів)

Piłkarska drużyna Chimik została założona w mieście Czernihów w XX wieku. W 1970 pod kierownictwem Juchyma Szkolnykowa zespół zdobył mistrzostwo Ukraińskiej SRR spośród drużyn kultury fizycznej. Potem klub występował w rozgrywkach mistrzostw i Pucharu obwodu czernihowskiego, dopóki nie został rozwiązany.

## Sukcesy
- Mistrzostwa Ukraińskiej SRR spośród drużyn kultury fizycznej:

mistrz: 1970